# Knud Pontoppidan
Knud Børge Pontoppidan (10. juli 1853 i Ribe – 21. oktober 1916 i Hillerød) var en dansk psykiater og retsmediciner, broder til Erik (1847-1919), Morten (1851-1931) og Henrik Pontoppidan (1857-1943).
Pontoppidan var søn af præst Dines Pontoppidan og hustru f. Oxenbøll, blev student fra Randers Statsskole 1870, cand.med. 1876 og dr.med. 1883. Han var først reservelæge i Søværnet 1878-79, vandt Københavns Universitets guldmedalje 1879 på en afhandling indenfor retsvidenskab, blev reservelæge ved Københavns Kommunehospitals Afdeling VI (psykiatri) 1882-86 og reservelæge ved Sct. Hans Hospital 1886-87.
Ved professor C. G. Gædekens afgang i 1888 overtog han stillingen som overlæge ved Kommunehospitalets 6. afdeling, som bl.a. tog imod psykiatriske patienter. Han blev samtidig ansvarlig for den kliniske undervisning i sindssygdomme ved Københavns Universitet, og i 1892 blev han officielt ansat som klinisk docent samme sted. Ved 6. afdeling blev han udsat for en forløber for "den anti-psykiatriske bevægelse" (længe inden dette begreb ellers var udformet), og han trådte derfor pr 1. januar 1898 tilbage fra sin stilling og blev i stedet overlæge ved Sindssygeanstalten ved Århus 1898-1901. I 1901 blev han professor i retsmedicin ved Københavns Universitet; han forblev i stillingen frem til d. 31. januar 1914. Fra 1911 og frem til sin fratrædelse var han aktiv i udvalget til oprettelse af en særlig embedslægeeksamen, ved hvilken retspsykiatrien og retsmedicinen fik en fremtrædende plads.
Han var medlem af Sundhedskollegiet 1901-07, læge ved åndssvageanstallen Gamle Bakkehus 1903-06, medlem af Retslægerådet 1909 og bestyrer af Universitetets retsmedicinske Institut. Han blev Ridder af Dannebrog i 1898 og fik Dannebrogordenens hæderstegn ("Sølvkorset") i 1913.
Ikke for intet var han broder til en nobelprisvinder i litteratur. Han var selv en fortræffelig prosaist, og hans skrifter er også af denne grund stadig læseværdige.
Han var gift med Johanne f. Segelcke, datter af brænderiejer A.R. Segelcke og hustru Marie f. Schibsbye.